# زبان‌های لولو-برمه‌ای
زبان‌های لولو-برمه‌ای (همچنین زبان‌های برمیایی) شاخه‌ای منسجم از خانواده زبان‌های چینی-تبتی هستند که در برمه و جنوب چین گویش می‌شوند.

## دسته‌بندی درونی
دسته‌بندی زیر برای زبان‌های لولو-برمه‌ای در سال ۱۹۹۷ پیشنهاد شد:
- لولو-برمه‌ای
  - مرو
  - لولو-برمه‌ای هسته‌ای
    - اوگونگ-برمه‌ای
      - اوگونگ
      - برمه‌ای

    - لولی (نگوی)